# Umi Yukaba
Umi Yukaba (japanisch 海行かば, dt. etwa „Wenn ich über das Meer fahre“) ist ein japanisches patriotisches Lied. Es basiert auf dem Mittelstück eines Chōka (Langgedicht) des Dichters Ōtomo no Yakamochi. Die Elegie entstand im Jahr 749 anlässlich eines kaiserlichen Edikts bezüglich eines Goldfundes in der Provinz Michinoku, was Yakamochi zum Anlass nahm über die vergangene Größe des Ōtomo-Klans zu reminiszieren, der in der Vergangenheit lange Zeit die militärische Oberschicht stellte. Das Gedicht befindet sich in Band 18 (Gedicht 4094) der teils von ihm zusammengestellten Anthologie Man’yōshū. Die ausgewählten Verse wurden 1937 von Kiyoshi Nobutoki mit einer Melodie versehen. Unter Patrioten ist es neben dem Kimi Ga Yo als „zweite Nationalhymne“ bekannt.

## Text
| Original                                                               | Modern                                                                    | Transkription                                                                                     | Deutsche Übersetzung |
| ---------------------------------------------------------------------- | ------------------------------------------------------------------------- | ------------------------------------------------------------------------------------------------- | --- |
| 海行者 美都久屍 山行者 草牟須屍 大皇乃 敝尓許曽死米 可敝里見波 勢自[…] | 海行かば 水漬く屍 山行かば 草生す屍 大君の 辺にこそ死なめ かえりみは せじ | umi yukaba mizuku kabane yama yukaba kusa musu kabane okimi no he ni koso shiname kaerimi wa seji | Wenn ich ans Meer gehe, werde ich eine durchweichte Leiche sein, wenn ich in die Berge gehe, werde ich eine im Gras liegende Leiche sein, doch wenn ich für Eure Majestät sterbe, werde ich es nicht bereuen. |

## Verwendung
Im Pazifikkrieg war das Lied sehr populär und wurde von der Regierung des Japanischen Kaiserreiches bis zur Kapitulation Japans als „zweite Nationalhymne“ anerkannt. In der Endphase des Kriegs wurde es von Kamikaze-Piloten vor deren Einsätzen gesungen.
Heute wird das Lied offiziell im Anschluss an den Kriegsschiff-Marsch gesungen.